# Hekenuhedzset
Hekenuhedzset ókori egyiptomi királyné az óbirodalmi IV. dinasztia idején, Hafré fáraó felesége. Fia Szehemkaré vezír.
Egyedül fia gízai sírjából (G 8154 / LG 89) ismert, itt kétszer is ábrázolják, amint fia mögött ül. Az egyik ábrázoláson Szehemkaré alakja kisebb és anyja átöleli.
Címei: A jogar úrnője (wr.t-ḥts), Aki látja [Hóruszt és] Széthet (m33.t-[ḥrw]-stš), A király felesége (ḥm.t-nỉswt), A király szeretett felesége (ḥm.t-nỉswt mrỉỉt=f), Bapef papnője (ḥm.t-nṯr b3-pf).